# Aqua Lung
Aqua Lung International (изначально La Spirotechnique) — фирма-производитель лёгкого водолазного снаряжения, первый производитель акваланга. Основана Жаком-Ивом Кусто и директором компании Air Liquide Жаном Делормом в 1943 году для серийного производства регулятора CG43, разработанного Кусто в сотрудничестве с инженером Air Liquide Эмилем Ганьяном.

## История
Компания Air Liquide была основана в 1902 году. Её основной деятельностью стало промышленное производство сжиженных газов (в первую очередь — кислорода).
В 1937 году Жак-Ив Кусто познакомился со своей будущей женой — Симоной Мельхиор, дочерью Анри Мельхиора, бывшего адмирала французского флота и директора Air Liquide.
В годы второй мировой войны Франция испытывала дефицит бензина, который в основном конфисковывался на нужды Вермахта, и Air Liquide разработала систему подачи газа в двигатель автомобиля. Разработчиком системы стал 43-летний инженер Эмиль Ганьян.
В 1943 году Жак-Ив Кусто и Ганьян запатентовали CG43 — первый регулятор современного типа, а затем его усовершенствованную версию — CG45. В 1946 году была создана компания La Spirotechnique (от лат. spiro — дышать), которая занялась производством единственного регулятора CG45. В 1955 году в линейку продуктов был добавлен более надёжный и дешёвый регулятор Mistral, ставший стандартом для дайверов той эпохи и сыгравший значительную роль в популяризации подводного плавания.
Для выхода на рынок США Жак-Ив Кусто придумал название Aqua Lung (от лат. aqua — вода и англ. lung — лёгкое). В течение 10 лет дистрибуцией на американском рынке занималась компания U.S.Divers, а в 1956 году, когда лицензионное соглашение с La Spirotechnique закончилось, U.S.Divers была продана французской компании и через некоторое время переименована в Aqua Lung America.
Название Aqua Lung в итоге стало названием всей глобальной компании, а ассортимент стал включать не только регуляторы, но и практически весь спектр товаров для дайвинга. Вплоть до 2016 года основным владельцем компании являлась Air Liquide.
В 2016 году компания была продана инвестиционному фонду Montagu Private Equity. Стоимость сделки не раскрывается.

## Торговые марки
Aqua Lung International владеет следующими торговыми знаками:
- Aqua Lung
- Aqua Sphere
- Apeks
- Gorski
- MP Michael Phelps
- OMER
- Stohlquist
- U.S. Divers

## Галерея

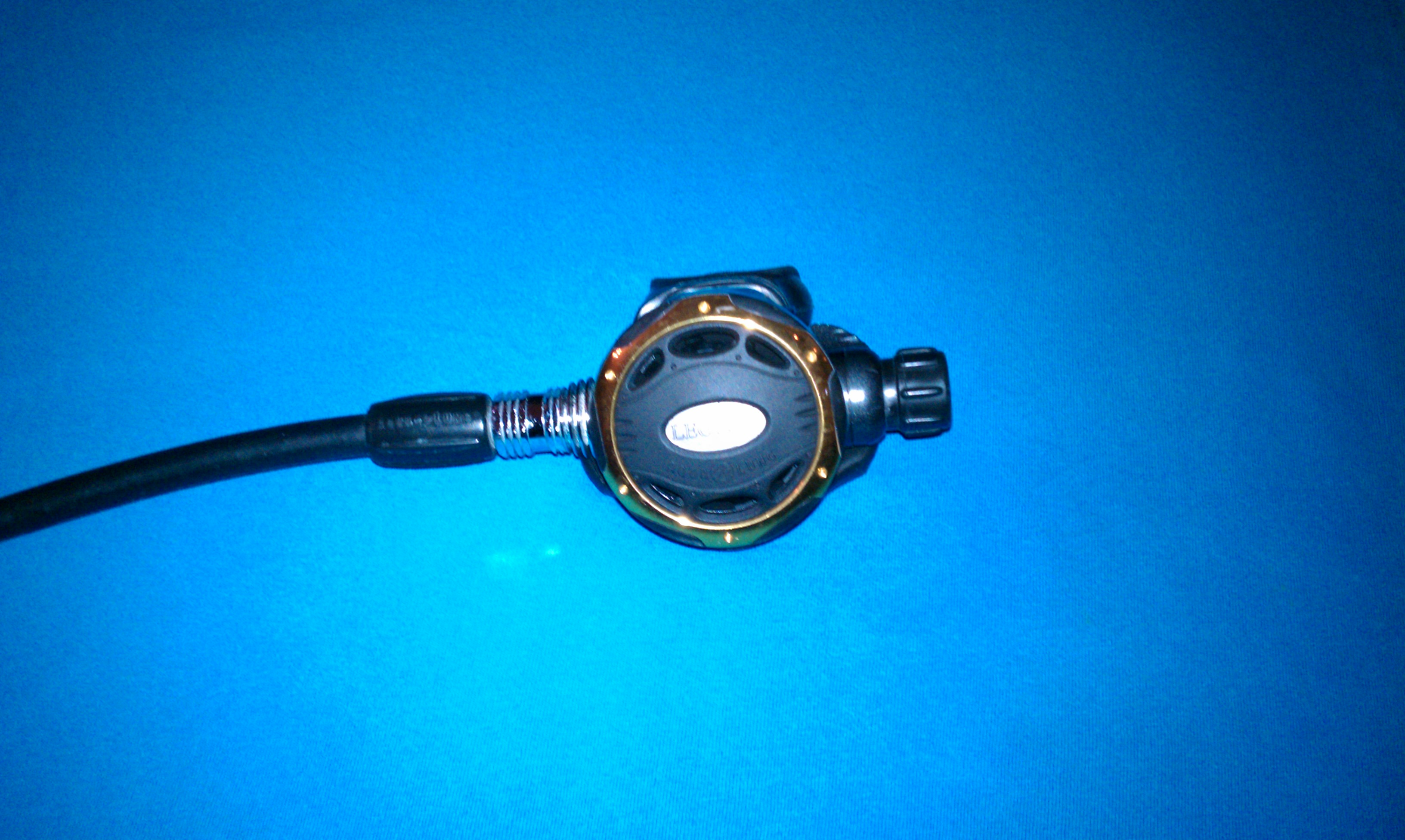
Регулятор Aqua Lung Legend
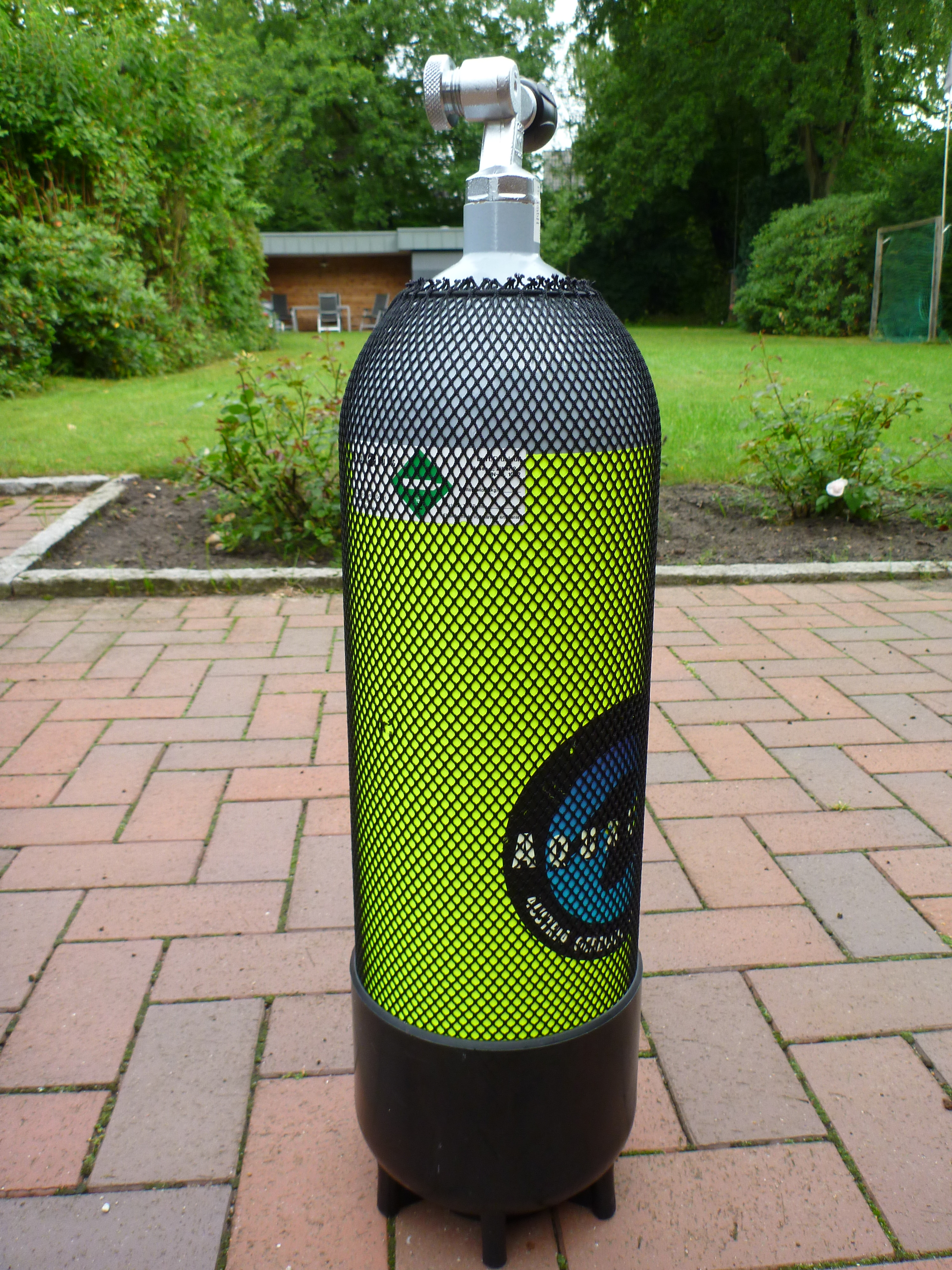
Баллон Aqua Lung
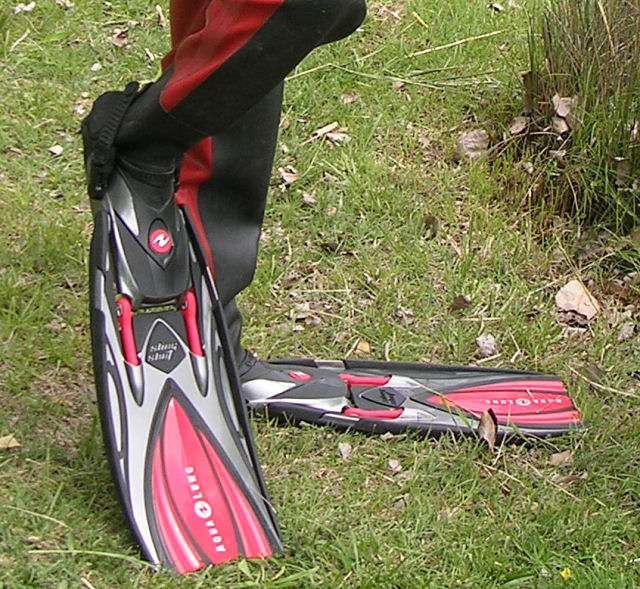
Ласты Aqua Lung
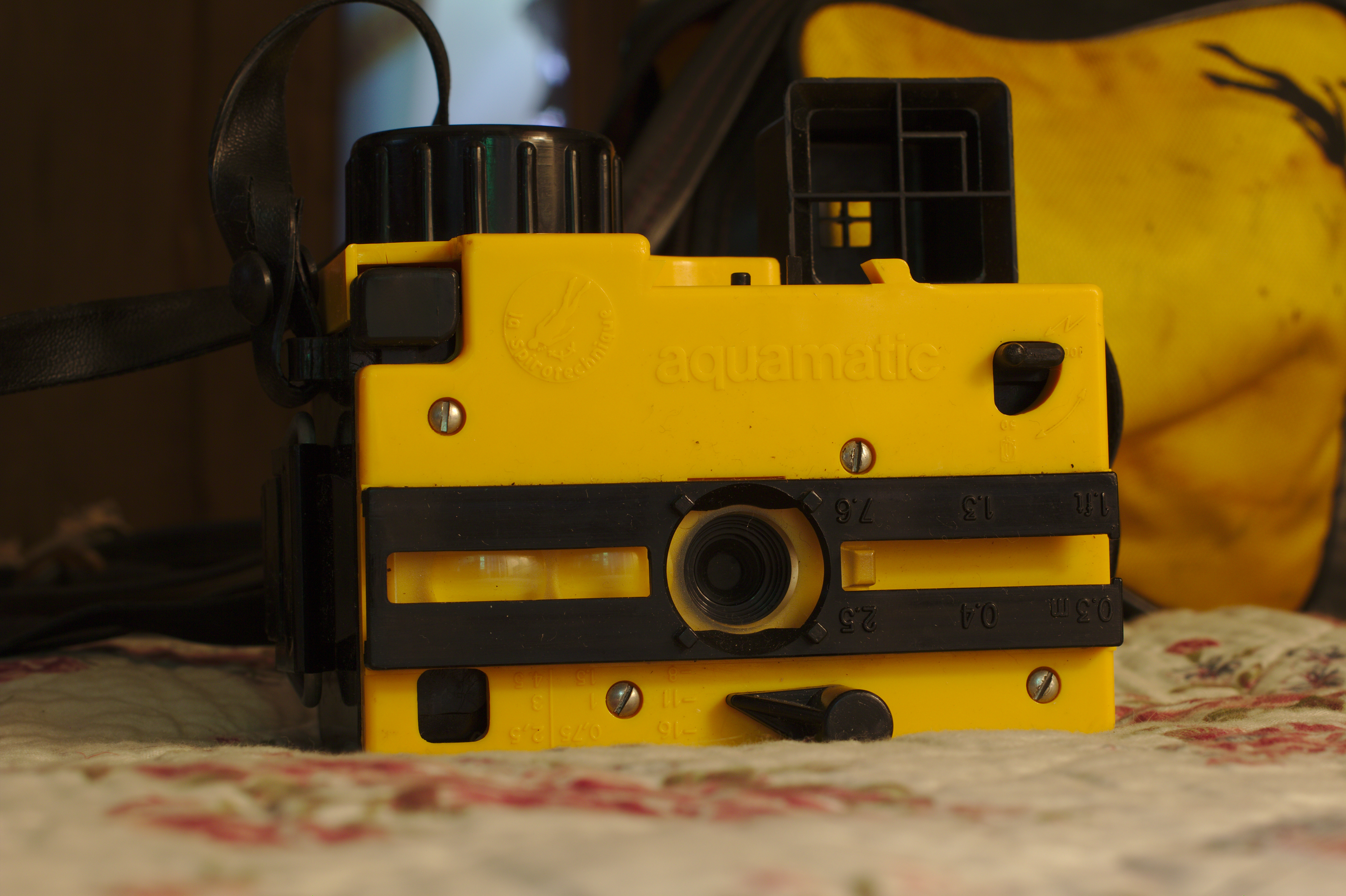
Камера для подводной фотосъёмки Aquamatic (ок. 1970)